# Вильянуэва Харамильо, Селино
Селино Вильянуэва Харамильо (исп. Celino Villanueva Jaramillo; 25 июля 1896 Рио-Буэно Чили — 18 апреля 2018 Сан-Хосе-де-Майпо Чили) — неверифицированный долгожитель из Чили. Считался старейшим мужчиной из когда либо живших на Земле, но из-за нехватки документов этот рекорд не был внесён в Книгу рекордов Гиннесса.

## Биография
По собственному утверждению, родился 25 июля 1896 году в Рио-Буэно, подрабатывал на различных фермах, был уволен в 80 лет своим работодателем. До 99 лет жил в небольшой землянке, из-за находившигося там костра произошло возгорание, сам Харамильо не пострадал, но его документы сгорели. После того как Селино оказался на улице, его приютила другая семья, поскольку все  родственники Харамильо давно умерли, а своих детей у него не было. Остаток жизни он прожил в чужой семье. Местные власти восстановили ему документы, однако редакторы Книги рекордов отказались подтверждать данный возраст. Скончался в результате полученных после падения с кровати травм, сломав несколько рёбер, одно из которых повредило лёгкое, Харамильо была сделана операция, но пожилой мужчина, не перенеся её, скончался 18 апреля 2018 года в 121 год, 267 дней.